# 袖解橋
袖解橋 (そでときばし) は、山口県山口市に架かっていた橋である。現在は、住民が建てた「袖解橋」の碑がある。

## 概要

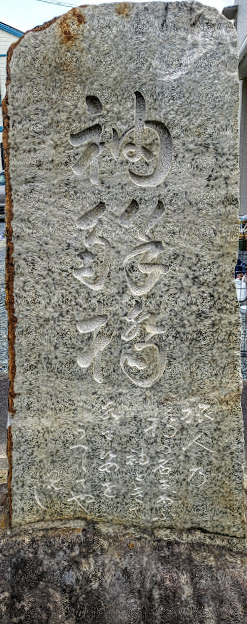
袖解橋の石碑

袖解橋（そでときばし）は、山口県山口市の下讃井町（吉敷郡旧下宇野令村、現在の松美町）と中讃井町（吉敷郡旧山口町、現在の三和町）の境界にあたる場所、中讃井町の西詰に掛かっていた小橋。石州街道と秋穂街道との合流地点。由来は大内氏の時代に分国各地から山口に登城した侍たちがこの橋で旅装を解き、山口に入っていく場所となったことに由来する。廃橋になった時期は不明。

## 歴史
袖解橋の遭難は、元治元年（1864年）9月26日の夜、袖解橋の手前で、井上馨が斬りつけられた事件である。井上馨は、前日の9月25日から、26日の夕方にかけて、山口政事堂にて開かれていた君前会議に参加していた。真っ暗な家路を、提灯の明かりを頼りに歩いていたが、袖解橋の手前に差し掛かったときに、後ろから足をつかまれ、前に押し倒されて背中を斬りつけられた。袖解橋と刻まれた石碑は、暗殺未遂の記念碑。幸い、懐に入れていた鏡が刀を防ぎ、九死に一生を得た。
明治の歌人・田邊玄齢が袖解橋に思いを馳せ詠んだ歌「旅人の橋の名におふ袖ときて 水にすがたをうつしてや見し」があり、歌碑として刻まれている。

## 関連事項
- 髪解橋
秋穂街道の起点となる秋穂浦にある。秋穂に上陸した旅人たちが橋の上でたたずみ、水面に自分の姿を映して髪の乱れを直して終点である山口の袖解橋に向かったとされる[5]。